# Angelo Maria Arcioni
Pour les articles homonymes, voir Arcioni.
Angelo Maria Arcioni, né en 1606 à Parme et mort le 5 août 1689, est un abbé.

## Biographie
Angelo Maria Arcioni, né en 1606 à Parme, il devient abbé du monastère de S. Giovanni en 1657.
Il meurt le 5 août 1689.